# František Mareš (rektor)
František Mareš (20. října 1857 Opatovice – 6. února 1942 Hluboká nad Vltavou) byl český fyziolog, filozof, nacionalistický politik, poslanec Revolučního národního shromáždění za Českou státoprávní demokracii, respektive za z ní vzniklou Československou národní demokracii, později senátor Národního shromáždění RČS. Byl dvojnásobným rektorem Univerzity Karlovy.

## Biografie
Maturoval v roce 1876 na Arcibiskupském gymnáziu v Praze, poté nastoupil ke studiu filosofie na Filozofické fakultě Karlo-Ferdinandovy univerzity, avšak již na jaře 1877 přestoupil na Lékařskou fakultu. Své studium úspěšně ukončil v roce 1882, poté absolvoval několik studijních pobytů (1882 ve Vídni, 1885 v Lipsku, 1889 v Berlíně a v Utrechtu).
V roce 1882 se stal asistentem fyziologie na Lékařské fakultě UK, v roce 1890 byl již mimořádným profesorem. Řádným profesorem byl od roku 1895 a též roku stal přednostou Fyziologického ústavu LF UK. V této funkci zůstal až do roku 1928. V akademickém roce 1899–90 byl děkanem Lékařské fakulty UK, v letech 1913–14 a 1920–21 rektorem Univerzity Karlovy.
V době první republiky se Mareš výrazně politicky angažoval. V letech 1918–1920 zasedal v Revolučním národním shromáždění. V parlamentních volbách v roce 1920 získal za Československou národní demokracii senátorské křeslo v Národním shromáždění. V senátu setrval do roku 1925. V roce 1920 jeho úsilím vznikl zákon o poměru pražských univerzit, který se podle něj obecně nazývá lex Mareš.
V třicátých letech spoluzaložil politickou stranu s názvem Národní fronta. Ta se v roce 1934 stala součástí Národního sjednocení a Mareš byl zvolen místopředsedou této strany. Byl též čestným předsedou prvorepublikové Vlajky a příležitostným přispěvatelem jejího tiskového periodika.
František Mareš se jako obhájce jejich pravosti angažoval ve sporech o rukopisy. Byl též jednou z hlavní postav insigniády. Ve filozofii byl zastáncem vitalismu.

## Dílo
- O výživě člověka (1889)
- Úvahy z cest (1890)
- O citlivosti (1891)
- Deset roků dívčích škol Vesny v Brně (1896) [7]
- Pokračovací školy dívčí  (1898) [8]
- O kulturních poměrech na Moravě (1900) – přednáška Františka Mareše z cyklu Mor.-sl. Besedy v Praze [9]
- Idealism a realism v přírodní vědě (1901) [10]
- Princip zachování energie ve fysiologii (1902)
- Konec sporu o idealism a realism v přírodní vědě (1903)
- Naturalism a svoboda vůle (1904) – otisk z Rozhledů č. 8-18 ze dne 19.11-10.12.1904 [11]
- Fysiologie I–IV (1906–1929) (I. Všeobecná fysiologie (1906) [12], II. Pohyby a jejich inervace (1908) [13], III–1. Výživa, III–2. Krev a její koloběh (1911) [14], IV–1. Fysiologická psychologie (1926) [15], IV–2. Fysiologie smyslů (1929) [16]
- Věda a kultura (1908)
- Prokopa Písaře N. města pražského Praxis Cancellariae (1908) [17]
- Mravnost a kultura. K otázce vivisekce (1910) [18]
- Psychologie bez duše. Ke kritice základů psychologie prof. F. Krejčího (1912)
- Věda a náboženství. Ke kritice monismu (1913)
- Život – tvůrčí síla. (přednáška při nastoupení rektorátu v listopadu 1913) [19]
- Životní účelnost (1917) [20]
- Pravda nad skutečnost (1918)
- Soupis památek historických a uměleckých v království Českém od pravěku do polovice XIX. století (1918) – svazek první: Politický okres Krumlovský. Okolí Krumlova [21]
- Společenstvo svazu národů (1920) [22]
- Mezinárodní jednota pro společnost národů (1920) [23]
- Pravda v citu (1922)
- Otázky filosofické, národní a sociální v politice (1923)
- Socialism a komunism v moderním mezinárodním hnutí sociálním (1926) [24]
- Vědecké metody realismu v otázce rukopisné (1927)
- Klamnost důkazů (1928) – podvržení Rukopisů Královédvorského a Zelenohorského z Gebauerova Poučení o padělaných Rukopisích z r. (1888) [25]
- Boj proti rukopisům (1929) – Kteraký by konec měl vzíti ukázali A. Kraus a V. Flajšhans ; Uzavírá F. Mareš K oslavě Svatováclavského millenia 1929 [26]
- Strach z pravdy (1937)
- Dialektický materialismus. Filosofie Leninova (1937)
- Soumrak duchovní kultury před svítáním. Srovnání středověké filosofie křesťanské s přírodní vědou a filosofií nové doby (1939) [27]